# 凱迪拉克XT5
凱迪拉克XT5 是通用凱迪拉克推出的一款中型豪華跨界休旅車，全名Crossover Touring 5，最初在2015年於洛杉磯車展及杜拜車展亮相，為凱迪拉克SRX的後繼車款。XT5也是首款命名規則改變後的休旅車，之後凱迪拉克的休旅車皆以字母XT開頭，轎車以CT開頭，後方數字則代表級距，數字越大尺寸越大。目前XT5在美國的田納西州及中國上海生產。截至2017年，XT5是凱迪拉克在美國最暢銷的車款。

## 概述

### 動力
XT5最初只使用3.6升V6引擎，可產生310匹馬力（231千瓦）和271磅⋅英尺（367牛頓米）的扭矩。並有怠速熄火及部分汽缸關閉的設計以提高燃油經濟性。而為了中國市場與法規，XT5改為2.0升四缸渦輪增壓引擎，可產生約235匹馬力和258磅⋅英尺（350牛頓米）的扭矩。且提供前輪驅動和全輪驅動兩種配置。由吉凱恩傳動（GKN Driveline）提供的全新AWD系統，具有扭矩向量分配的後軸雙離合器差速器功能，能夠將100%的扭矩分配到前軸後軸及左右後輪。另外，駕駛也能關閉此系統，斷開後驅動單元的連接，維持前輪驅動，以提高燃油效率。

### 配置
2022年式XT5在美國共有三個級別可供選擇，分別為豪華版（Luxury）、進階豪華版（Premium Luxury）以及運動版（Sport），共有八種顏色，行人偵測、感應式電動尾門、停車警示、HD流媒體後視鏡、運動版輪圈提升至20吋、及Brembo卡鉗，2022年式美國 XT5 價格由43,995美元起跳。中國則是從332,700人民幣起跳。

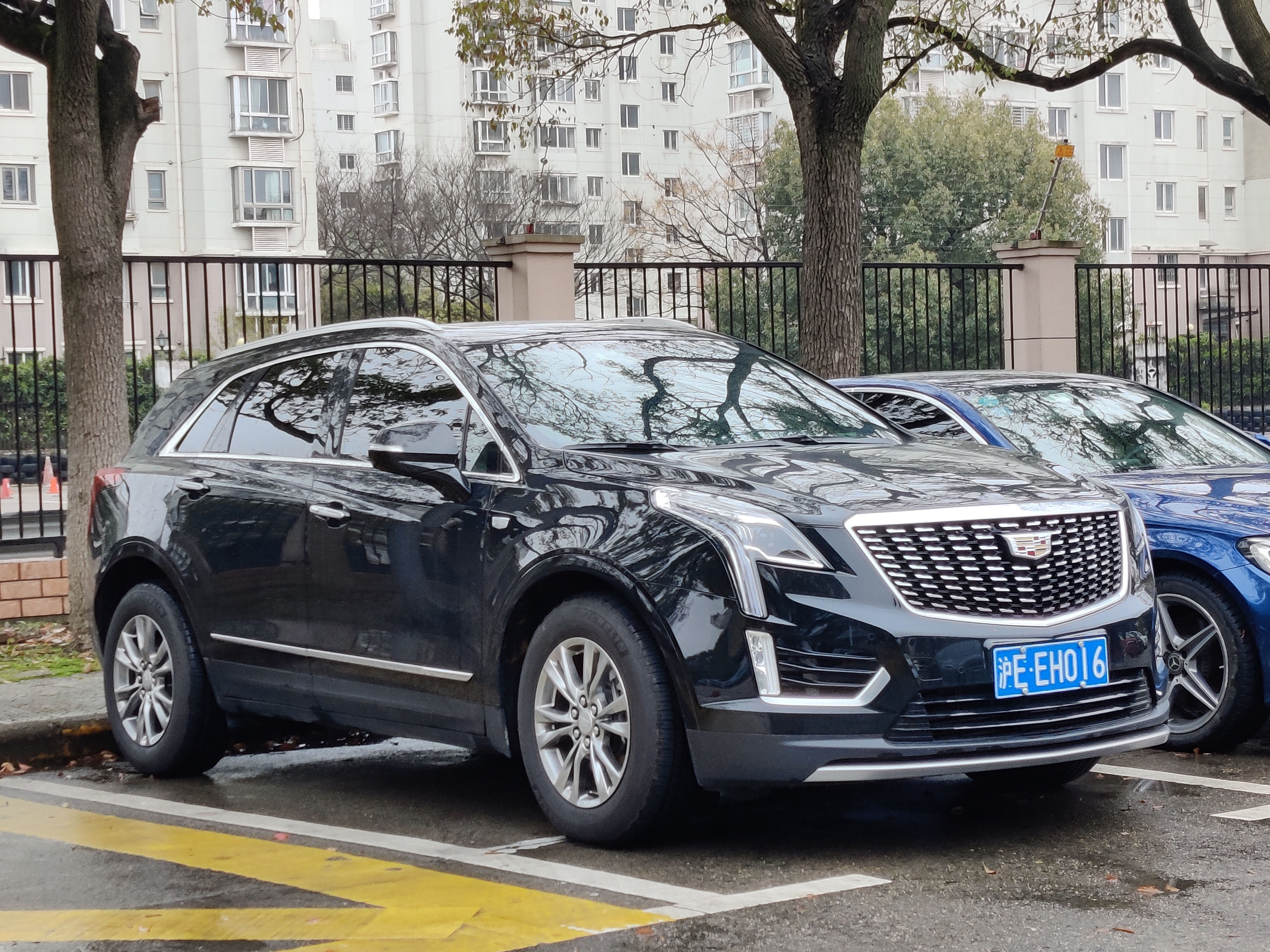
小改款後的 Cadillac XT5 (中國)

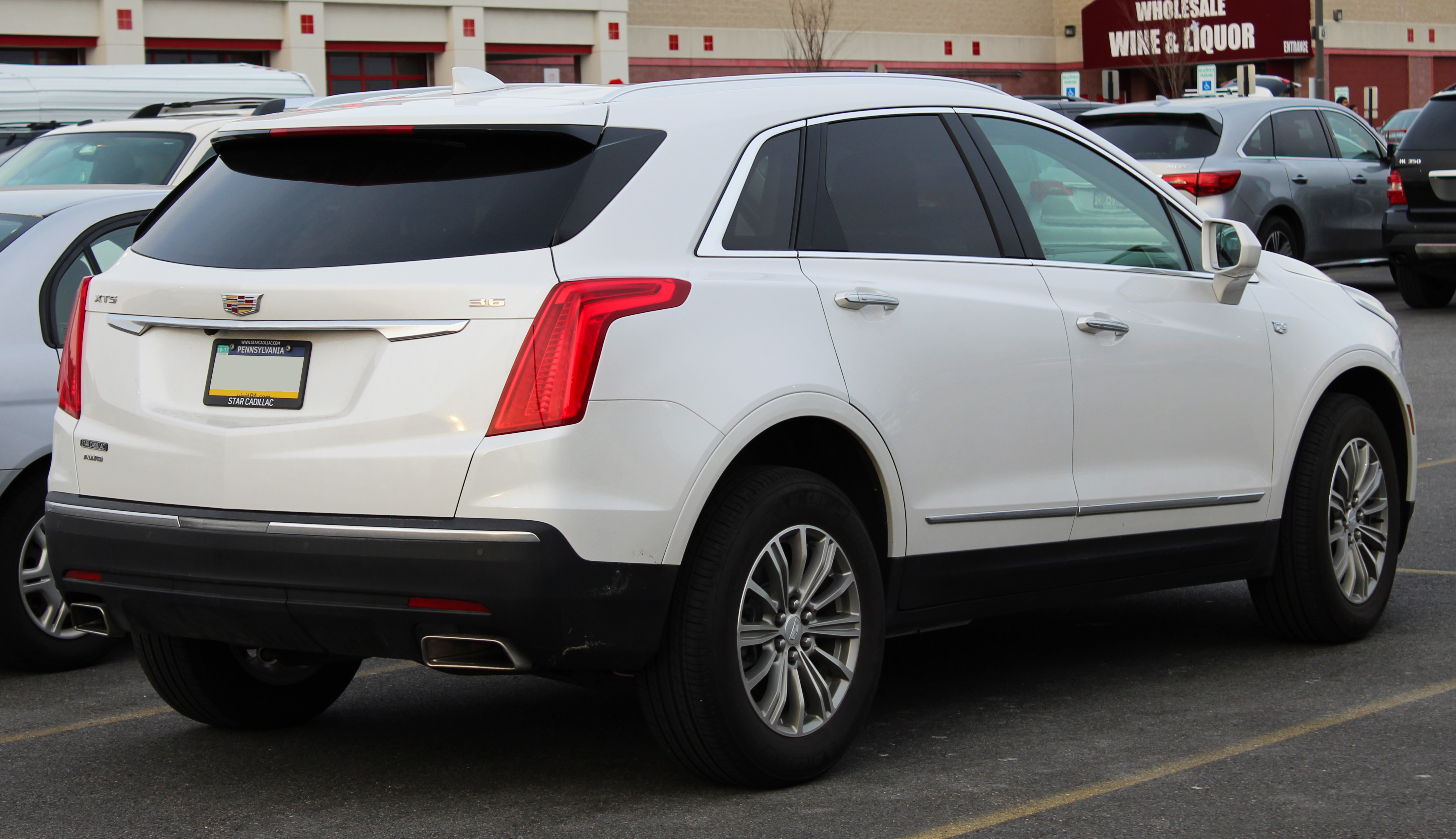
Cadillac XT5 (尾部)

## 其他
在美國葬禮車先前都是使用XTS，但2019年XTS停產後由XT5取代，可向通用汽車批准的經銷商購買。

## 銷量
| 年分 | 美國   | 中國   |
| ---- | ------ | ------ |
| 2016 | 39,485 | 34,775 |
| 2017 | 68,312 | 63,588 |
| 2018 | 60,565 | 74,761 |
| 2019 | 49,879 | 62,575 |
| 2020 | 35,223 | 62,091 |
| 2021 | 28,380 | 52,977 |